# Plecoptera plinthochroa
Plecoptera plinthochroa là một loài bướm đêm trong họ Erebidae.